# Alexander Tettey
Alexander Banor Tettey (Accra, 4 april 1986) is een Noors betaald voetballer van Ghanese afkomst die doorgaans speelt als verdedigende middenvelder. Hij verruilde Norwich City in mei 2021 voor Rosenborg. Tettey debuteerde in 2007 in het Noors voetbalelftal.

## Interlandcarrière
Tettey maakte op 22 augustus 2007 onder bondscoach Åge Hareide zijn debuut in het Noors voetbalelftal, in een oefeninterland tegen Argentinië (2–1). Die wedstrijd maakte ook Rune Jarstein zijn debuut als international. Tettey viel in dat duel na 73 minuten in voor Bjørn Helge Riise.
| 1 | 28 maart 2015   | Kroatië – Noorwegen | 3 – 1 | 5 – 1 | EK-kwalificatie |
| 2 | 10 oktober 2015 | Noorwegen – Malta   | 1 – 0 | 2 – 0 | EK-kwalificatie |
| 3 | 13 oktober 2015 | Italië – Noorwegen  | 0 – 1 | 2 – 1 | EK-kwalificatie |

## Erelijst
| Competitie            |           |            |           |           |
| Competitie            | Aantal    | Jaren      |           |           |
| Rosenborg             | Rosenborg | Rosenborg  | Rosenborg | Rosenborg |
| --------------------- | --------- | ---------- | --------- | --------- |
| Kampioen Tippeligaen  | 2x        | 2006, 2009 |           |           |
| Norwich City          |           |            |           |           |
| Kampioen Championship | 1x        | 2018/19    |           |           |